# Heinz Hoyer

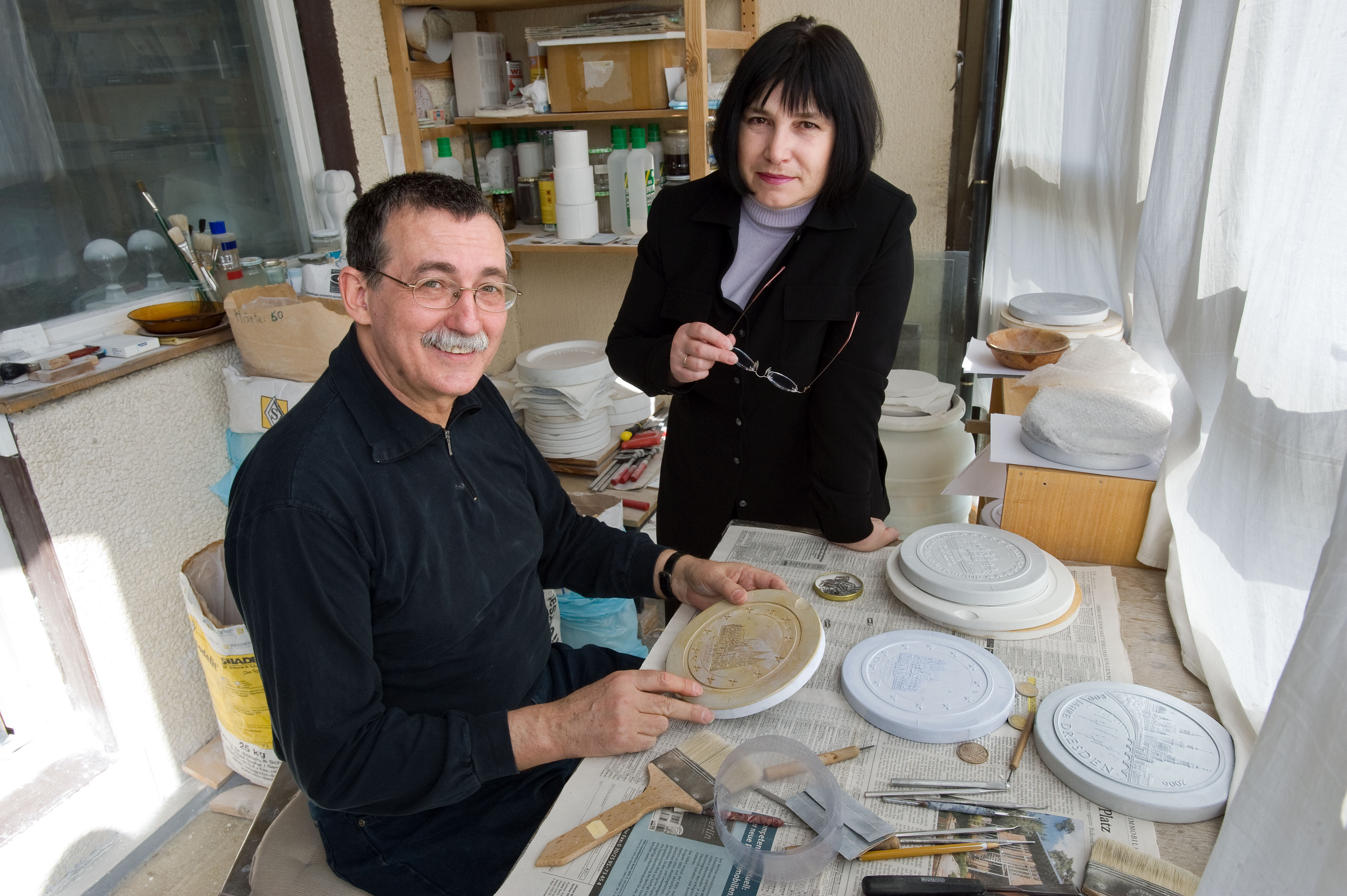
Heinz Hoyer und Sneschana Russewa-Hoyer im Atelier

Heinz Hoyer (* 18. Juni 1949 in Elxleben) ist ein deutscher Medailleur und Bildhauer. Er kreierte das Münzbild zahlreicher Prägungen der DDR und der Bundesrepublik Deutschland und wird zu den erfolgreichsten Münzgestaltern Deutschlands gezählt.

## Biografie

### Studium und Bildhauerei
Hoyer absolvierte eine Lehre als Keramikmaler und studierte von 1970 bis 1975 bei Eberhard Bachmann und Karl-Heinz Schamal Bildhauerei an der Kunsthochschule Berlin-Weißensee. Anschließend hatte er bis 1977 als Oberassistent eine Aspirantur an der Schule. Dort lernte der Student die Bulgarin Sneschana Russewa (* 1953) kennen, die das Studium für Grafikdesign aufgenommen hatte und die er 1976 heiratete. Ab 1977 arbeitete Hoyer als freier Bildhauer in Bulgarien. 1980 wurde er Sieger eines Wettbewerbes für eine Skulptur für die Stadt Baltschik, die Ausführung der Marmorskulptur lag damit in seinen Händen. Drei Jahre später kam er wieder in die DDR zurück, wo auch seine Tätigkeit als Münzgestalter begann. Im gleichen Jahr nahm Hoyer seine Tätigkeit als Lehrer an der Kunsthochschule in Berlin-Weißensee auf. Hoyer war bis 1990 Mitglied des Verbands Bildender Künstler der DDR. 

### Wirken in der Münzgestaltung
Erst 1983 begann das Künstlerehepaar Gedenkmünzen zu gestalten. Seit 1984 befindet sich die Wohn- und Arbeitsstätte Hoyers und seiner Frau in der Nähe des Ernst-Thälmann-Parks in Berlin-Prenzlauer Berg. Heinz Hoyer entwarf zwischen 1983 und 1990 13 Gedenkmünzen der DDR, zwölf davon gemeinsam mit Sneschana Russewa-Hoyer. Damit erlangten beide in Fachkreisen der DDR Bekanntheit als Medailleure. Mit der Deutschen Wiedervereinigung musste diese neu aufgebaut werden, da das Künstlerpaar Hoyer in der Bundesrepublik recht unbekannt war.
Die Ideen und Arbeiten Hoyers wurde auch in der Bundesrepublik nach erfolgreichen Gestaltungswettbewerben auf mehreren Gedenkmünzen verewigt. Diese Kontinuität im Münzdesign dauert bis zum heutigen Zeitpunkt an. Somit sind drei deutsche Währungen, die Mark, D-Mark und der Euro Gegenstand seines Schaffens. Dies begründet, weshalb Heinz Hoyer zusammen mit seiner Ehefrau Sneschana Russewa-Hoyer zu den erfolgreichsten Münzgestaltern in Deutschland gehört.
Heinz Hoyer und Sneschana Russewa-Hoyer sind Mitglied der Deutschen Gesellschaft für Medaillenkunst und gehören dem Künstlerkreis Berliner Medailleure an. Heinz Hoyer ist ebenfalls Mitglied der Fédération internationale de la médaille d'art (FIDEM, englisch International Art Medal Federation).

## Werke
13 Gestaltungsentwürfe Hoyers wurden auf Gedenkmünzen der DDR umgesetzt, so die Münzen zu 10 Mark „Alfred Brehm“ von 1984, „40 Jahre Deutscher Turn- und Sportbund“ von 1988 und die 5-Mark-Gedenkmünze „Zeughaus Berlin“.
In der Zeit zwischen 1990 und 2001 wurden ebenfalls einige Entwürfe Hoyers verwirklicht. Beispielgebend hierfür ist die 10-DM-Gedenkmünze „300 Jahre Franckesche Stiftungen“ aus dem Jahr 1998.
Das wohl bekannteste Münzmotiv des Ehepaars Hoyer ist der stilisierte Bundesadler auf der Rückseite der deutschen 1- und 2-Euromünzen. Weiterhin ist Heinz Hoyer der Künstler der Gedenkmünze zu 2 Euro „Schleswig-Holstein“ mit dem Motiv des Holstentores in Lübeck aus dem Jahr 2006. Auch das Schweriner Schloss, das die 2-Euro-Gedenkmünze von 2007 ziert, sowie der Kölner Dom, der 2011 erschien, wurde durch Hoyer gestalterisch umgesetzt. 2015 übernahm er ein weiteres Mal die Gestaltung einer 2-Euro-Gedenkmünze der deutschen Bundesländerserie; für Hessen.
Ebenfalls entworfen hat Heinz Hoyer die Bildseiten der vier 10-Euro-Silbergedenkmünzen und der 100-Euro-Goldmünze „FIFA Fußball-Weltmeisterschaft Deutschland 2006“. Auch die Motive der Wertseiten der Goldmünzen zu 100 und 200 Euro zur Euroeinführung 2002 stammen von Hoyer.
Des Weiteren stammen einige Münzbilder ausländischer Münzen, zum Beispiel aus Nauru und Vanuatu, von dem Bildhauer. Neben den realisierten Münzen in Deutschland existieren auch eine Reihe prämierter, jedoch nicht geprägter Münzbilder von Hoyer.

## Galerie

2-Euro-Münze nationale Seite Deutschland
Schleswig-Holstein (Holstentor in Lübeck), 1. Münze der Bundesländerserie
Mecklenburg-Vorpommern (Schweriner Schloss), 2. Münze der Bundesländerserie
Nordrhein-Westfalen (Kölner Dom), 6. Münze der Bundesländerserie
Hessen (Frankfurter Paulskirche), 10. Münze der Bundesländerserie

## Ausstellungen (unvollständig)
- 1977, 1981, 1986 und 1989: Berlin, Bezirkskunstausstellungen
- 1984: Berlin, Altes Museum („Junge Künstler der DDR“)
- 1987/1988: Dresden, X. Kunstausstellung der DDR